# Rara-Avis
Pour les articles homonymes, voir Rara avis (homonymie).
Le Rara Avis (du latin « Oiseau rare ») est une goélette à trois mâts de 27 mètres en acier.
Construit en 1957 au chantier naval de Terneuzen aux Pays-Bas, c'est un dériveur à fond plat, comme les barges anglaises de la Tamise, à gréement marconi (voile bermudienne).
Depuis 1974, le Rara-Avis appartient à l'Association AJD du père Jaouen (Amis jeudi dimanche). Il navigue souvent auprès du Bel Espoir II (ex-Prince Louis II), premier voilier de l'AJD.

Cette association, créée en 1954, dont l'acronyme AJD signifiait initialement Aumônerie de la Jeunesse Délinquante, a pour but l'organisation d'activités éducatives, de formation, de réinsertion et de loisirs.

## Histoire
La Rara-Avis est originellement commandé par Laurens Hammond, un riche américain facteur d'orgues. Puis il appartient à Georges Lillaz, patron du BHV à Paris, qui l'utilisait comme yacht personnel.

En 1974, ce dernier en fait don au père Michel Jaouen, ancien aumônier des prisons. Comme le Bel Espoir, le Rara-Avis est utilisé pour des stages permettant à des jeunes délinquants et à des toxicomanes de trouver la voie d'une réinsertion. Il peut accueillir à son bord 35 stagiaires avec 5 membres d'équipage. 
Le Rara-Avis à un fond plat, comme les barges de la Tamise qui sont destinées à naviguer dans les chenaux peu profonds des rivières anglaises. Mais à la différence de ces derniers qui ont des dérives latérales, celui-ci est équipé de deux dérives axiales en tôle.
Son autre particularité est d'être gréé en trois-mâts marconi alors que les barges sont ordinairement gréées avec des voiles à livarde. 
Jusqu'en 1995, le Rara-Avis navigue en Manche à l'automne tandis que pour les trois autres saisons, il entreprend de longues croisières au Canada, aux États-Unis et aux Antilles.
À cette date, il continue de naviguer.
De 1998 à 2002, le Rara-Avis est mis en chantier de restauration, dans l'Aber-Wrac'h (Finistère). L'AJD fait participer des jeunes en difficultés sociales en leur faisant acquérir une formation en menuiserie, mécanique et électricité, afin de faciliter leur réinsertion. Ainsi, 58 stagiaires participeront à la restauration de cette goélette.
Le Rara-Avis est remis à l'eau en juin 2002. Sa première sortie, avec ses rénovateurs à son bord, fut la Course Cutty Sark des grands voiliers à Brest en juillet 2002.
Il a été loué par Jean-Louis Étienne en 2005 pour une mission scientifique à Clipperton, îlot français du Pacifique au large du Mexique (National Geographic avril 2005).

## Participations à des fêtes maritimes ou des courses
- 1994 : Armada de la liberté à Rouen
- 2002 : Course Cutty Sark des grands voiliers à Brest du 13 au 16 juillet 2002
- 2004 : Fêtes maritimes de Brest, Brest 2004
- 2012 : Fêtes maritimes de Brest, Les Tonnerres de Brest 2012
- 2016 : Fêtes maritimes de Brest, Brest 2016